# Pârscov
Pârscov là một xã thuộc hạt Buzău, România. Dân số thời điểm năm 2002 là 6050 người.